# Oakland (Assen)
Oakland is een monumentaal herenhuis in de Nederlandse stad Assen.

## Beschrijving
De villa werd in 1878 gebouwd in opdracht van Hermanus Hartogh Heijs van Zouteveen. Het pand staat aan de Beilerstraat en is gericht op een kruispunt, met aan de overzijde het Van der Feltzpark.
Het eclectische pand heeft bepleisterde gevels met schijnvoegen, hoeklisenen en kroonlijsten. De vensters, behalve die in de achtergevel, zijn alle voorzien van profiellijsten bekroond met een kuif, waarin in haut-reliëf mensfiguren zijn te zien. In de drie traveeën brede voorgevel is in het midden een risaliet aangebracht met op de verdieping een porte brisée, uitkomend op een balkon. In de linkergevel is een paneelvleugeldeur aangebracht. De vijfassige achtergevel heeft drie dubbele deuren die uitkomen op de tuin. De villa wordt tegenwoordig gebruikt als kantoor.

## Waardering
Het pand is onderdeel van het beschermd stadsgezicht en werd in 1994 als rijksmonument opgenomen in het monumentenregister, onder meer vanwege de "architectuurhistorische waarde als een goed en vrij gaaf voorbeeld van laat negentiende-eeuwse eclectische woonhuisarchitectuur met bijbehorende tuin voor de gegoede burgerij."